# Sur del Magdalena
Sur magdalenese, llamada también Sur del Magdalena es una subregion del Magdalena. Su principal ciudad El Banco es la más poblada y la capital de la subregión.

## Municipios
- El Banco (72,131 hab)
- Guamal (27,918 hab)
- Pijiño del Carmen (12,908 hab)
- San Sebastián de Buenavista (17,708 hab)
- San Zenón (12,439 hab)
- Santa Ana (26,075 hab)
- Santa Bárbara de Pinto (11,295 hab)

## Historia
Durante la época colonial, la región del sur del Magdalena fue integrada a la provincia de Santa Marta y se dedicó principalmente a la producción de caña de azúcar, algodón y tabaco, que se exportaban a España. También se establecieron haciendas para la cría de ganado y se fundaron algunos pueblos, como El Banco.
En el siglo XIX, la región del sur del Magdalena se vio afectada por las guerras de independencia y las luchas políticas que se dieron en el país durante el siglo, lo que generó inestabilidad y conflictos entre las diferentes facciones políticas y sociales de la región.
En el siglo XX, la región del sur del Magdalena se desarrolló principalmente en torno a la producción agrícola, con la creación de cooperativas y la implementación de técnicas modernas de cultivo. También se construyeron carreteras y se mejoró la infraestructura de la región, lo que permitió un mayor acceso a los mercados y una mayor integración con otras regiones del país.
En la actualidad, la región del sur del Magdalena sigue siendo una zona principalmente agrícola, aunque también se ha desarrollado el turismo y comercio.

## Clima
El clima en la subregión es tropical y cálido, con una temperatura promedio de alrededor de 28 grados Celsius y una humedad relativa alta debido a la presencia de ríos y cuerpos de agua. La región cuenta con dos temporadas de sequía y dos temporadas de lluvias, que se extiende de mayo a noviembre y de diciembre a abril. Durante la temporada de lluvias, las precipitaciones pueden ser intensas y causar inundaciones en algunas áreas. La subregión también está sujeta a tormentas tropicales y huracanes durante la temporada de huracanes, que va desde junio hasta noviembre.

## Geografía

### Relieve
El sur del Magdalena se caracteriza por ser una zona plana y cenagosa, formando parte de la Depresión momposina. Está bañada por el Río Magdalena y también cuenta con la desembocadura del Río Cesar en su territorio. La región es conocida por sus extensas zonas de cultivo de banano, yuca, palma de aceite, cítricos, mango, maíz, arroz, ahuyama, ají, patilla, así como por la ganadería y la pesca en el río Magdalena. Además, cuenta con una gran variedad de fauna y flora, y su clima es tropical y húmedo.

### Hidrografía
La subregión sur magdalenense está bañada principalmente por el Río Magdalena, que atraviesa la zona de sur a norte. También se encuentra la desembocadura del Río Cesar en el Magdalena, así como varios arroyos y caños que desembocan en el río principal. Además, existen algunas ciénagas y lagunas en la zona, como la Ciénaga de Zapatosa, que abarca una gran extensión en los límites de los departamentos de Magdalena, Cesar y Bolívar.

### Límites
| Noroeste: Centro Magdalenense     | Norte: Centro Magdalenense   | Nordeste: Centro Magdalenense Departamento de Cesar |
| Oeste: Departamento de Bolívar    |                              | Este: Departamento de Cesar                         |
| Suroeste: Departamento de Bolívar | Sur: Departamento de Bolívar | Sureste: Departamento de Cesar                      |

## Vías de comunicación

### Terrestre
Cuenta con la Terminal de Transportes de El Banco que salen buses a las principales ciudades del países y municipales.

#### Transversal momposina
La Ruta Nacional 78, también conocida como la Transversal del Caribe o la Transversal de la Depresión Momposina, es una importante vía de comunicación en la región del sur del Magdalena. La carretera se extiende a lo largo de 237 km y conecta los municipios de El Banco, Guamal, Mompox y Magangué.
La ruta fue construida para conectar la región de la depresión momposina con las principales ciudades del país y facilitar el transporte de bienes y servicios. Además, es una vía estratégica para el turismo.
En cuanto a su estado, actualmente la Ruta Nacional 78 está pavimentada en su totalidad, lo que mejora la calidad y seguridad del transporte en la zona. Además, se han realizado trabajos de mantenimiento y mejora para garantizar su óptimo funcionamiento.

### Aéreo
En la subregión no hay un aeropuerto en funcionamiento actualmente, sin embargo, existe una pista de aterrizaje en El Banco, la cual pertenece al Aeropuerto Las Flores y está actualmente en desuso. Existen planes y propuestas para la reactivación de este aeropuerto y su modernización con el fin de mejorar la conectividad y el turismo en la región.